# Liga Argentina de Béisbol 2019
La Liga Argentina de Béisbol 2019 es la tercera edición del béisbol en Argentina.

## Temporada regular

### Zona Norte
| Pos | Equipo              | J  | V  | D  | Avg   | PD  |
| --- | ------------------- | -- | -- | -- | ----- | --- |
| 1.  | Infernales de Salta | 17 | 11 | 6  | 0.647 | --  |
| 2.  | Águilas de Salta    | 15 | 9  | 6  | 0.600 | 1   |
| 3.  | Vikingos de Salta   | 16 | 4  | 12 | 0.333 | 6.5 |

### Zona Sur
| Pos | Equipo              | J  | V  | D  | Avg   | PD   |
| --- | ------------------- | -- | -- | -- | ----- | ---- |
| 1.  | Falcons de Córdoba  | 16 | 13 | 3  | 0.813 | --   |
| 2.  | Cóndores de Córdoba | 17 | 9  | 8  | 0.529 | 4.5  |
| 3.  | Pumas de Córdoba    | 15 | 2  | 13 | 0.133 | 10.5 |

|  |                             |
|  | Clasificados a Semifinales. |

## Play-offs
|  | Semifinales         | Semifinales         | Semifinales        |                    |                     | Final               | Final | Final |  |
|  |                     |                     |                    |                    |                     |                     |       |       |  |
|  |                     |                     |                    |                    |                     |                     |       |       |  |
|  | Infernales de Salta | Infernales de Salta | 2                  |                    |                     |                     |       |       |  |
|  | Infernales de Salta | Infernales de Salta | 2                  |                    |                     |                     |       |       |  |
|  | Águilas de Salta    | Águilas de Salta    | 1                  |                    |                     |                     |       |       |  |
|  | Águilas de Salta    | Águilas de Salta    | 1                  |                    | Infernales de Salta | Infernales de Salta | 3     |       |  |
|  |                     |                     |                    |                    | Infernales de Salta | Infernales de Salta | 3     |       |  |
|  |                     |                     | Falcons de Córdoba | Falcons de Córdoba | 1                   |                     |       |       |  |
|  | Falcons de Córdoba  | Falcons de Córdoba  | Falcons de Córdoba | Falcons de Córdoba | 1                   | 2                   |       |       |  |
|  | Falcons de Córdoba  | Falcons de Córdoba  |                    |                    |                     | 2                   |       |       |  |
|  | Cóndores de Córdoba | Cóndores de Córdoba | 0                  |                    |                     |                     |       |       |  |
|  | Cóndores de Córdoba | Cóndores de Córdoba | 0                  |                    |                     |                     |       |       |  |
|  |                     |                     |                    |                    |                     |                     |       |       |  |